# كارلين ديفيس
كارلين ديفيس (بالإنجليزية: Carlene Davis)‏ هي مغنية جامايكية، ولدت في 1953.

## وصلات خارجية
- الموقع الرسمي
- كارلين ديفيس على موقع ميوزك برينز (الإنجليزية)
- كارلين ديفيس على موقع ديسكوغز (الإنجليزية)